# (15929) Ericlinton
(15929) Ericlinton (1997 WQ11) – planetoida z pasa głównego asteroid okrążająca Słońce w ciągu 5,65 lat w średniej odległości 3,17 j.a. Odkryta 22 listopada 1997 roku.